# Charlie's Angels: Original Motion Picture Soundtrack
Charlie's Angels: Original Motion Picture Soundtrack è la colonna sonora del film Charlie's Angels, pubblicata il 1º novembre 2019 su etichetta discografica Republic Records.

## Tracce
1. Kash Doll, Kim Petras, Alma e Stefflon Don – How It's Done – 3:03
2. Ariana Grande, Normani e Nicki Minaj – Bad to You – 2:52
3. Ariana Grande, Miley Cyrus e Lana Del Rey – Don't Call Me Angel – 3:10
4. M-22, Arlissa e Kiana Ledé – Eyes Off You – 3:23
5. Donna Summer – Bad Girls (Gigamesh Remix) – 5:21
6. Ariana Grande e Chaka Khan – Nobody – 3:00
7. Anitta – Pantera – 2:05
8. Ariana Grande – How I Look on You – 2:54
9. Danielle Bradbery – Blackout – 3:22
10. Ariana Grande e Victoria Monét – Got Her Own – 2:42
11. Charlie's Angels Theme – 2:45 (Jack Elliott, Allyn Ferguson)

## Classifiche
| Classifica (2019) | Posizione massima |
| ----------------- | ----------------- |
| Australia         | 54                |
| Belgio (Fiandre)  | 113               |
| Canada            | 31                |
| Estonia           | 6                 |
| Finlandia         | 18                |
| Lettonia          | 10                |
| Lituania          | 8                 |
| Norvegia          | 14                |
| Paesi Bassi       | 56                |
| Stati Uniti       | 38                |